# Serapicamptis nelsoniana
Serapicamptis nelsoniana là một loài thực vật có hoa trong họ Lan. Loài này được (Bianco & al.) J.M.H.Shaw mô tả khoa học đầu tiên năm 2005.